# Metaarchivo de Windows
El metaarchivo de Windows (Windows Metafile, WMF) es un formato de archivo gráfico en sistemas Microsoft Windows, diseñado originalmente a principios de la década de 1990 y que no se utiliza tan frecuentemente desde la aparición de la World Wide Web y formatos más comunes como GIF, JPEG, PNG y SVG. Es un formato de gráficos vectoriales que permite también la inclusión de mapas de bits. Esencialmente, un archivo WMF almacena una secuencia de llamadas a funciones que son enviadas al nivel gráfico de Windows GDI para regenerar la imagen. Es similar en propósito y diseño al formato PostScript usado en los sistemas operativos Unix.
WMF es un formato de 16 bits introducido en Windows 3.0 del que existe una versión más reciente de 32 bits, con comandos adicionales, denominada Enhanced Metafile (EMF). EMF también es utilizado como un lenguaje de gráficos para dispositivos de impresión.

## Patentes
Como otros formatos de archivos de Microsoft, no se disponía de ninguna especificación  y otros tipos de implementaciones tenían que utilizar técnicas de ingeniería inversa sobre los archivos WMF existentes, difíciles y propensas a errores. En septiembre de 2006, Microsoft publicó la especificación de formato de archivo WMF en el contexto de la Promesa de Especificaciones Abiertas Microsoft, prometiendo no hacer valer los derechos de patente para formatos de archivo ejecutables.

## Vulnerabilidad de Windows Metafile
La vulnerabilidad de metarchivo de Windows En diciembre de 2005, se informó de una vulnerabilidad de Microsoft por Symantec. Se evaluaron y clasificaron como esenciales. En algunos casos, el motor de renderizado de gráficos permite la ejecución remota de código. Esta vulnerabilidad se resolvió en una actualización de seguridad el 5 de enero de 2006 en Microsoft TechNet (MS06-001) y, en general, publicado el 10 de enero de 2006. Los detalles se pueden encontrar en Microsoft Knowledge Base el artículo "Una vulnerabilidad en el motor de renderizado de gráficos podría permitir la ejecución remota de código" (912919).

## Otras implementaciones
El formato WMF fue diseñado para ser ejecutado por la capa de gráficos de Windows GDI, a fin de restaurar la imagen, aunque como los archivos WMF contienen la definición gráfica que constituye esta imagen, es posible diseñar alternativas que convierten los WMF en archivos binarios, o trasladar la información a otros formatos gráficos.
Por ejemplo, la biblioteca batik es capaz de convertir los archivos WMF a un formato SVG equivalente. La biblioteca Java FreeHEP permite realizar dibujos vectoriales de Java2D como archivos EMF. SpeedCommander 12 es un programa que desempaqueta archivos EMZ (EMF comprimidos) como EMF y WMZ.